# Union Hall
Union Hall é uma Região censo-designada localizada no estado norte-americano de Virginia, no Condado de Franklin.

## Demografia
Segundo o censo norte-americano de 2000, a sua população era de 957 habitantes.

## Geografia
De acordo com o United States Census Bureau tem uma área de
46,6 km², dos quais 37,5 km² cobertos por terra e 9,1 km² cobertos por água.

## Localidades na vizinhança
O diagrama seguinte representa as localidades num raio de 28 km ao redor de Union Hall.